# Chondropsidae
Chondropsidae is een familie van sponsdieren uit de klasse van de Demospongiae (gewone sponzen).

## Geslachten
- Batzella Topsent, 1893
- Chondropsis Carter, 1886
- Phoriospongia Marshall, 1880
- Psammoclema Marshall, 1880
- Strongylacidon Lendenfeld, 1897